# Ellipteroides (Protogonomyia) tienmuensis
Ellipteroides (Protogonomyia) tienmuensis is een tweevleugelige uit de familie steltmuggen (Limoniidae). De soort komt voor in het Palearctisch gebied.